# 雷博尔多萨
雷博尔多萨是葡萄牙波尔图区的一个堂区。总面积11.17平方公里，总人口10813人，人口密度968人/平方公里。